# Homoseksualne zachowania zwierząt

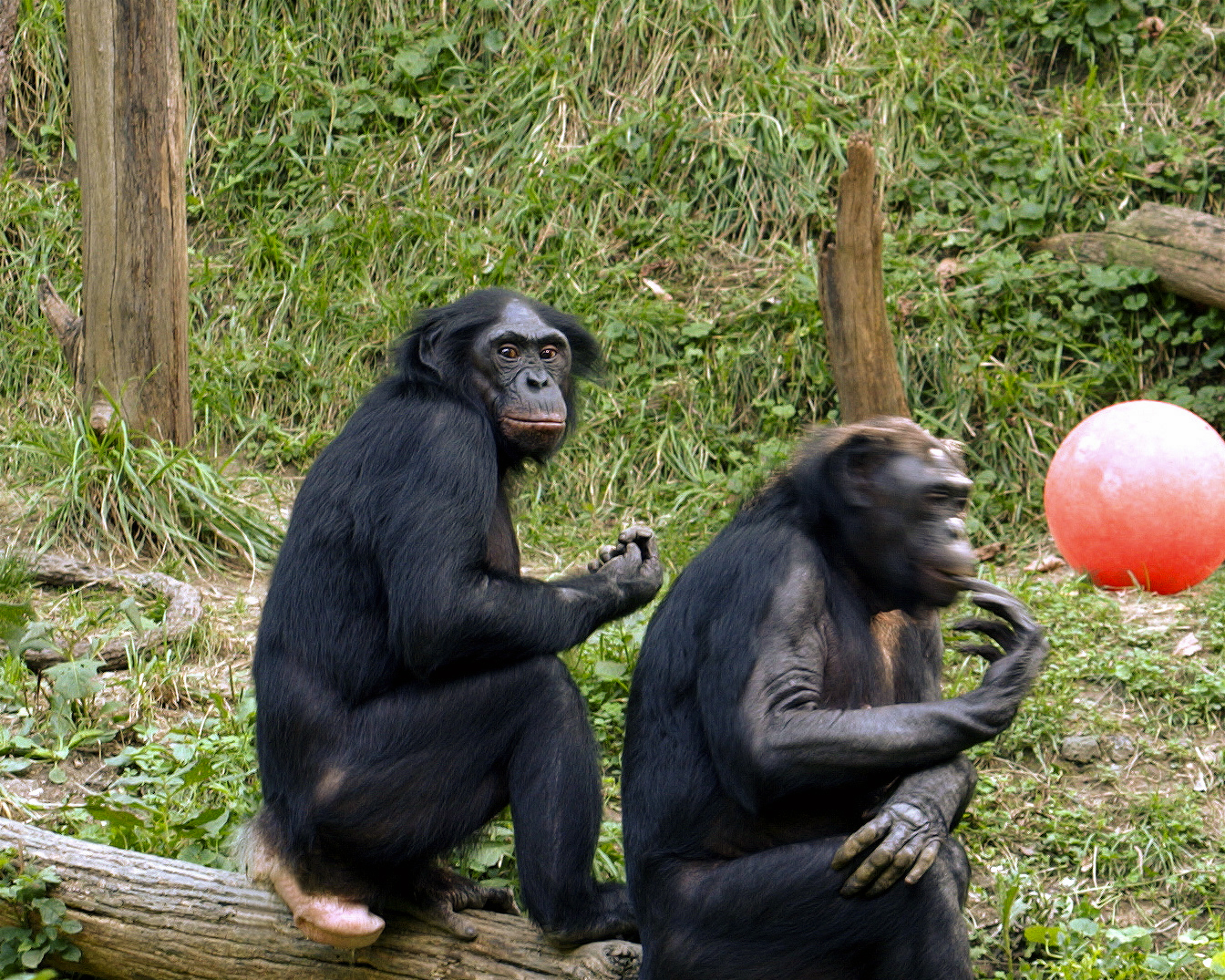
Wśród szympansów bonobo zaobserwowano najwyższą wśród zwierząt częstotliwość zachowań homoseksualnych (75% wszystkich seksualnych zachowań). Gatunek ten klasyfikuje się jako całkowicie biseksualny.

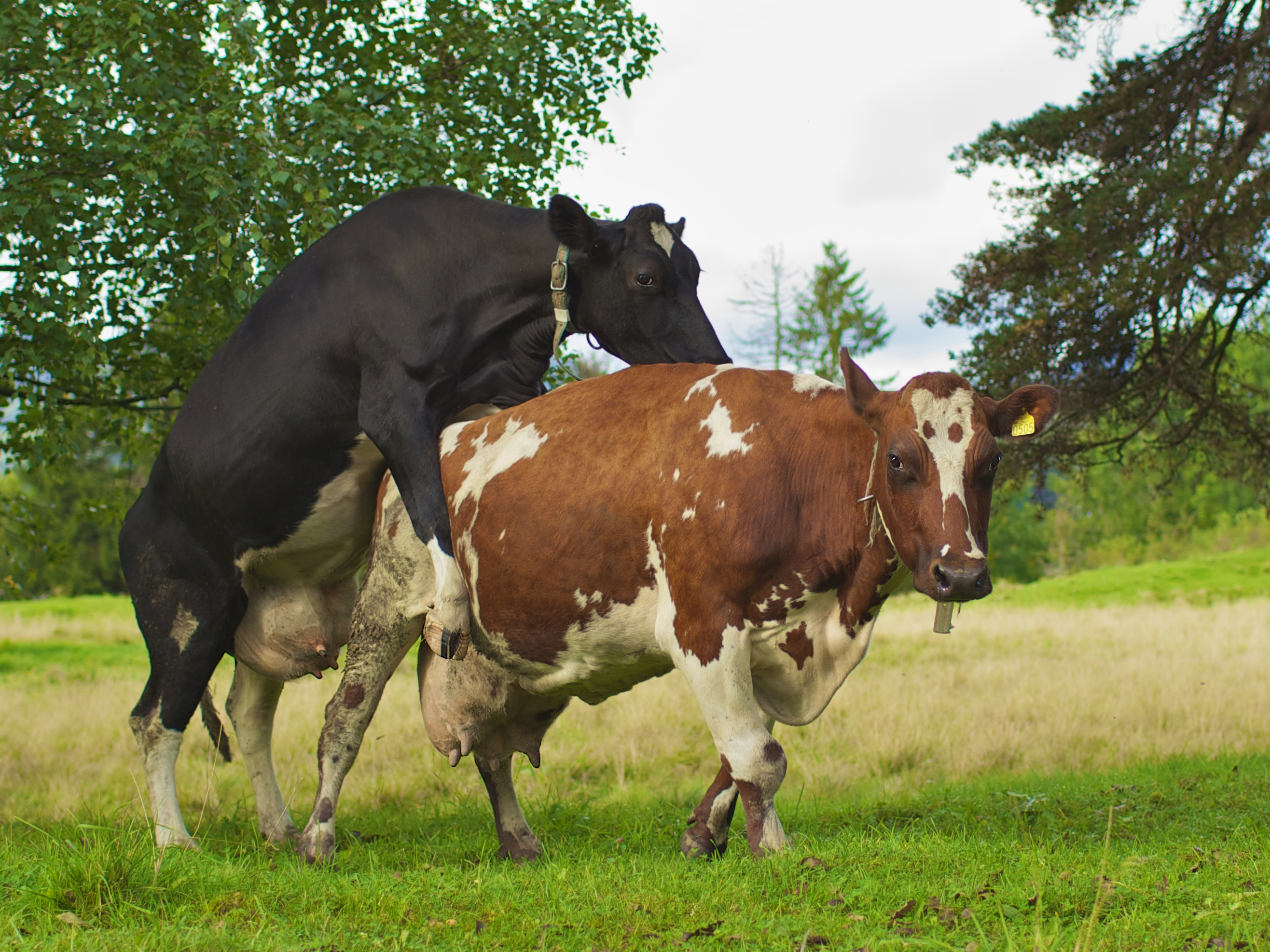
Krowa kryjąca inną krowę

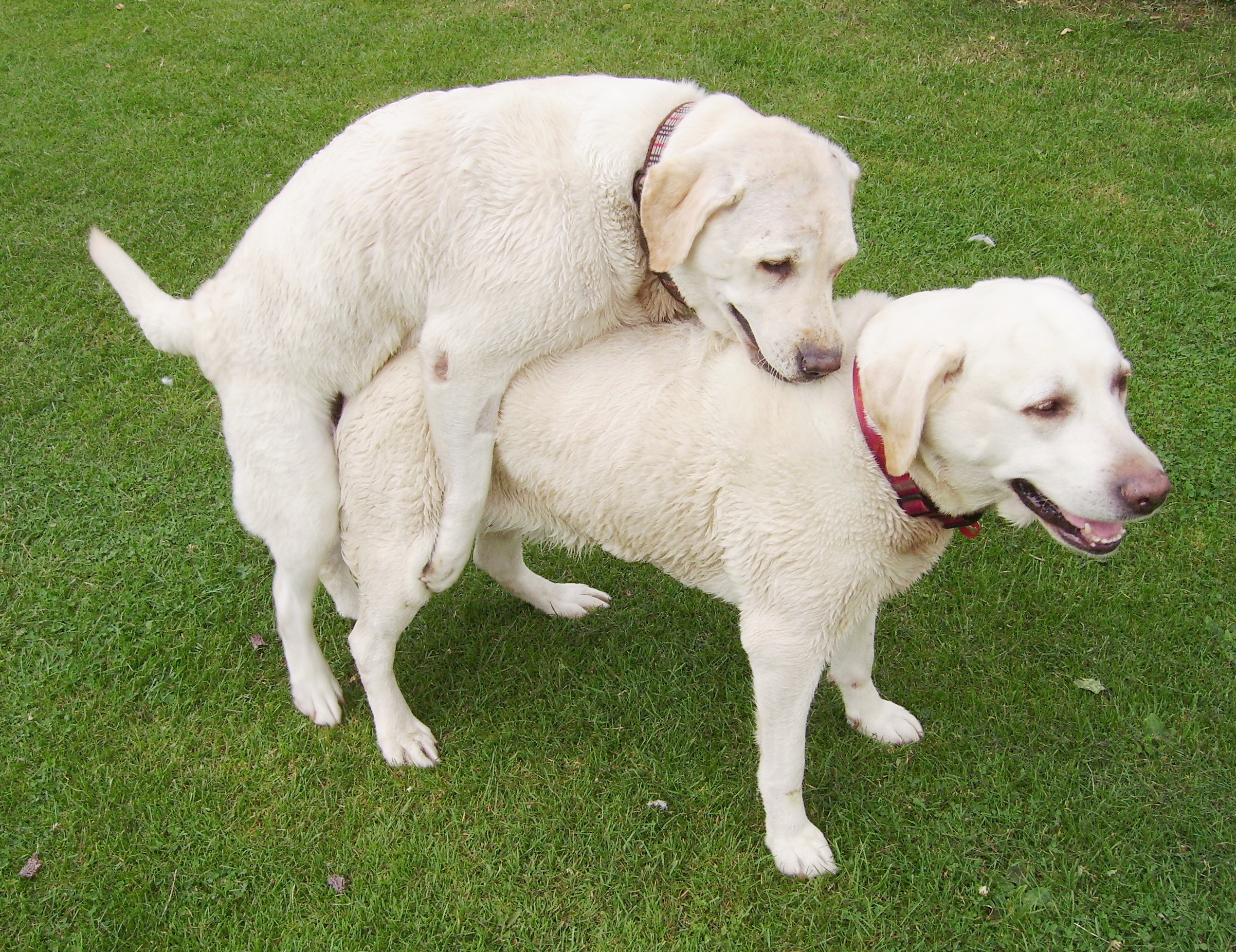
Suka labradora kryjąca inną sukę

Homoseksualne zachowania zwierząt – zachowania zwierząt wobec osobników tej samej płci, które zazwyczaj są typowe dla par różnopłciowych tego gatunku. Zachowania te obejmują czynności seksualne, takie jak kopulacja lub wzajemna masturbacja, oraz związane z łączeniem się w pary lub wspólną opieką nad potomstwem. Występują szczególnie często u gatunków żyjących w społecznościach np. u ptaków morskich i ssaków, w tym także wśród najbliżej spokrewnionych z człowiekiem szympansów. Odnotowano je do tej pory u ponad 1500 żyjących na wolności gatunków, a zjawisko to dobrze udokumentowano u ponad pięciuset z nich. W opiniach niektórych badaczy zwierząt, np. wśród żyraf czy bizonów zachowania homoseksualne są częstsze od heteroseksualnych.

## Przykładowe obserwacje
Poniżej podano kilka przykładów gatunków zwierząt, u których zaobserwowano zachowania homoseksualne.

### Pingwiny
W przypadku pingwinów zaobserwowano, że niektóre osobniki płci męskiej łączą się w pary na całe życie i zdarza się, że wspólnie budują gniazdo, w którym zamiast jajka umieszczają kamień próbując wysiadywać go. W 2004 roku pracownicy ZOO w Central Parku eksperymentalnie podmienili jednej męskiej parze pingwinów kamień na prawdziwe jajko, po czym zaobserwowali, że wyklute pisklę para pingwinów otoczyła taką samą opieką jak pary osobników płci przeciwnej. Zachowania homoseksualne wśród pingwinów potwierdziły także ogrody zoologiczne w Niemczech, Japonii i Nowej Zelandii.
U pingwinów Adeli obserwowano również dwa samce zachowujące się jak typowa para tego gatunku: jeden położył się na ziemi wznosząc ogon i dziób, a drugi odbył z nim stosunek, wpuszczając nasienie do otworu płciowego partnera. Następnie osobniki te zamieniły się rolami.

### Delfiny
Udokumentowano wiele obserwacji kopulujących ze sobą nawzajem samców delfinów butlonosych. Zdarzały się również obserwacje samców tego gatunku kopulujących z żółwiami morskimi lub rekinami, a nawet węgorzami.

### Szympansy
Wśród szympansów bonobo zaobserwowano najwyższą wśród zwierząt częstotliwość zachowań homoseksualnych. Studia sugerują, że 75% wszystkich seksualnych zachowań wśród szympansów tego gatunku stanowią kontakty homoseksualne. Spotykano samice, które wzajemnie masturbowały swoje okolice genitalne, przy czym zwykle jedna z samic leżała na grzbiecie, a druga na niej. Wyłącznie heteroseksualne samice nie byłyby w stanie znaleźć przyjaciółek, a tym samym nie mogłyby zapewnić grupowej opieki swojemu potomstwu. Gatunek ten klasyfikuje się jako biseksualny. Według Fransa de Waala (autora Bonobo: The Forgotten Ape) szympansy bonobo używają seksu, aby rozwiązywać konflikty pomiędzy poszczególnymi osobnikami.

### Makaki
Samice makaka niedźwiedziego (Macaca arctoides) pobudzają się seksualnie ogonami, czyniąc to zarówno z samcami, jak i z samicami. Według naukowców zachowania te przypuszczalnie spełniają pewne funkcje społeczne.

### Pawiany
Wśród samców pawianów kopulacje homoseksualne tłumaczono cementowaniem współpracy w stadzie. Samce, które kopulowały ze sobą i wzajemnie głaskały okolice genitalne, były bardziej skłonne do kooperacji niż do walki ze sobą.

### Alki
Wśród ptaków morskich alk, które nie przejawiają wyraźnego dymorfizmu płciowego, obserwuje się zachowania homoseksualne, które występują obok heteroseksualnych. Według R. H. Wagnera kopulacja między samcami jest przejawem agresji. Jak twierdzi badacz, samce tego gatunku nie lubią stosunków homoseksualnych – nie zabiegają o nie, nigdy też nie współpracują ze sobą, gdy taki stosunek zdarzy się – zwykle wtedy uciekają lub rozpoczynają walkę. Badacz zauważył, iż samce, które często są obiektem kopulacji, wykazują mniejsze zainteresowanie w konkurowaniu z innymi o samice.

### Łabędzie

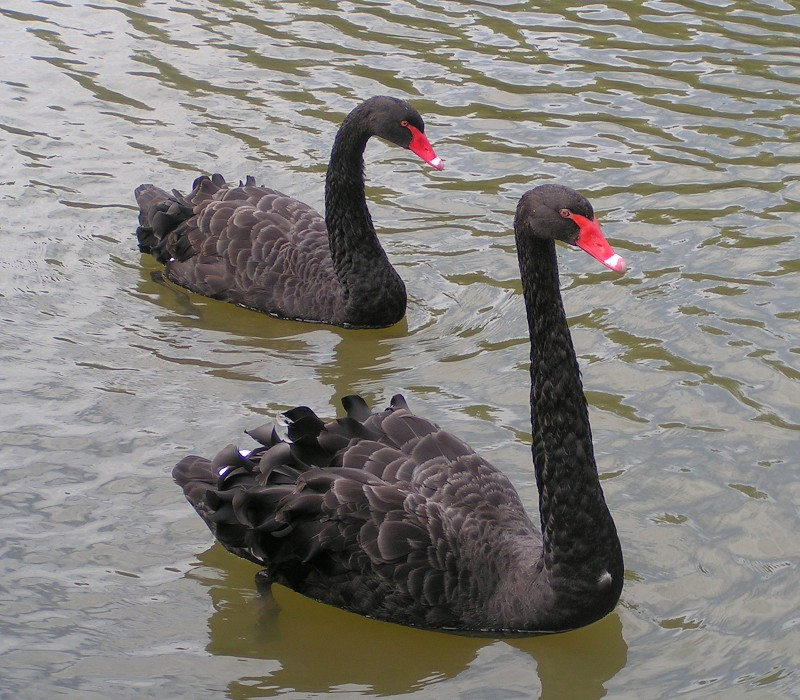
Para łabędzi czarnych

Prawie jedna czwarta potomstwa łabędzi czarnych wychowywana jest przez pary jednopłciowe. Żyjące ze sobą samce łączą się z samicą tylko w celu posiadania młodych. Kiedy samica zniesie jaja, odpędzają ją i wysiadują je samodzielnie, a następnie wspólnie opiekują się pisklętami.

### Mewy
W stadach mew różnych gatunków (Larus delawarensis, L. californicus, L. argentatus), szczególnie gdy w kolonii jest mniej samców, niektóre gniazda są zakładane przez pary składające się z samic: wspólnie budują je, bronią i na zmianę wysiadują jaja. Zaobserwowano, że samice w związkach samica-samica oraz wiele samic wspólnie produkują większą liczbę jaj (4–7), o mniejszym rozmiarze w porównaniu z parami samica-samiec. Ponadto badacze Kit M. Kovacs oraz John P. Ryder zaobserwowali, że w gniazdach z większą liczbą jaj skuteczność wylęgu jest ok. dwa razy mniejsza niż w mniejszych gniazdach. Inne obserwacje przyniosły konkluzję, iż w związkach samica-samica obydwie samice zachowują się podobnie, tj. żadna z samic nie wykazuje nagminnie cech typowo samczych (jako jedną z cech badacze podali większą agresywność w stosunku do intruzów).

### Krzyżówki

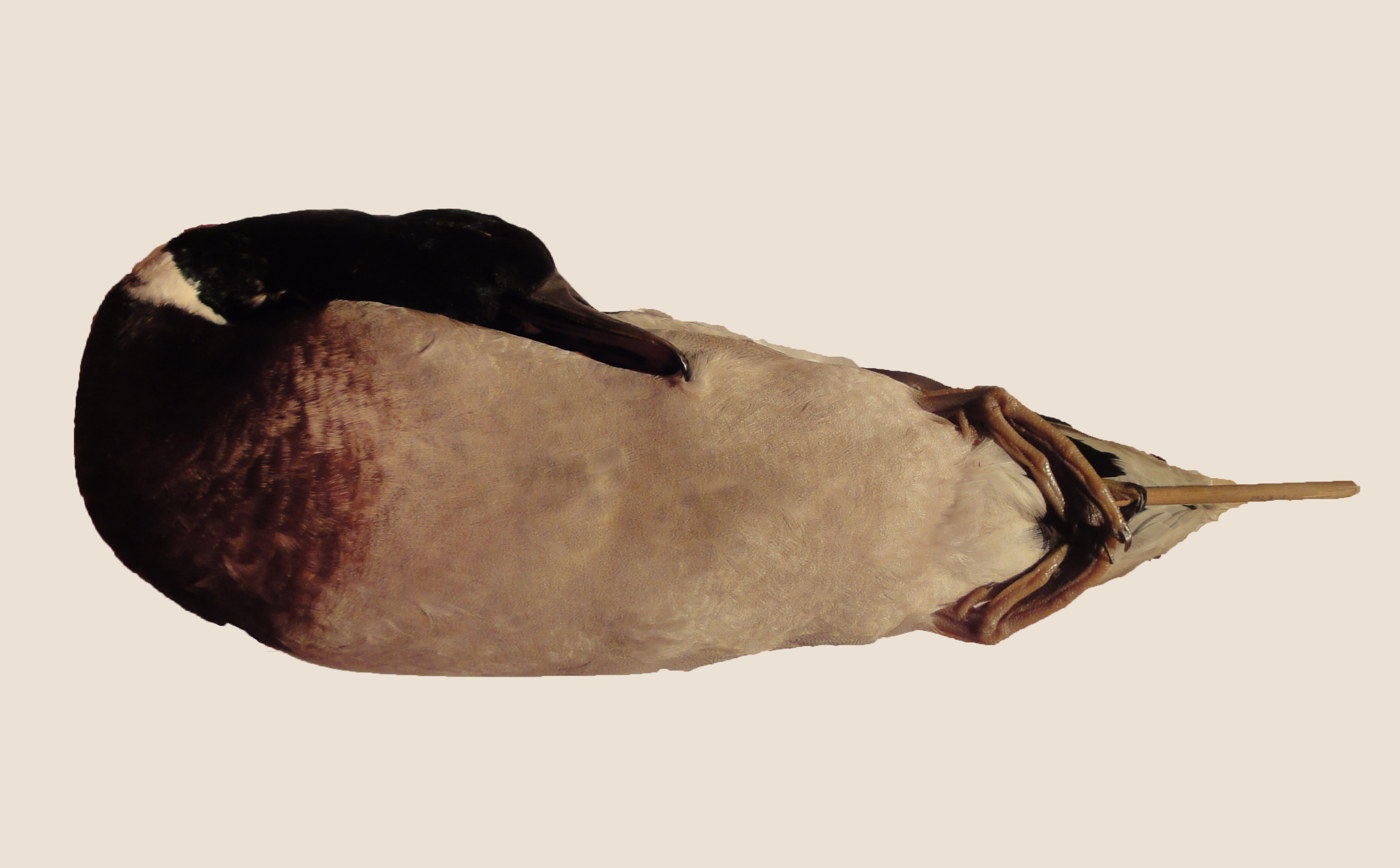
Martwy samiec krzyżówki z opisanego przez Keesa Moelikera przypadku

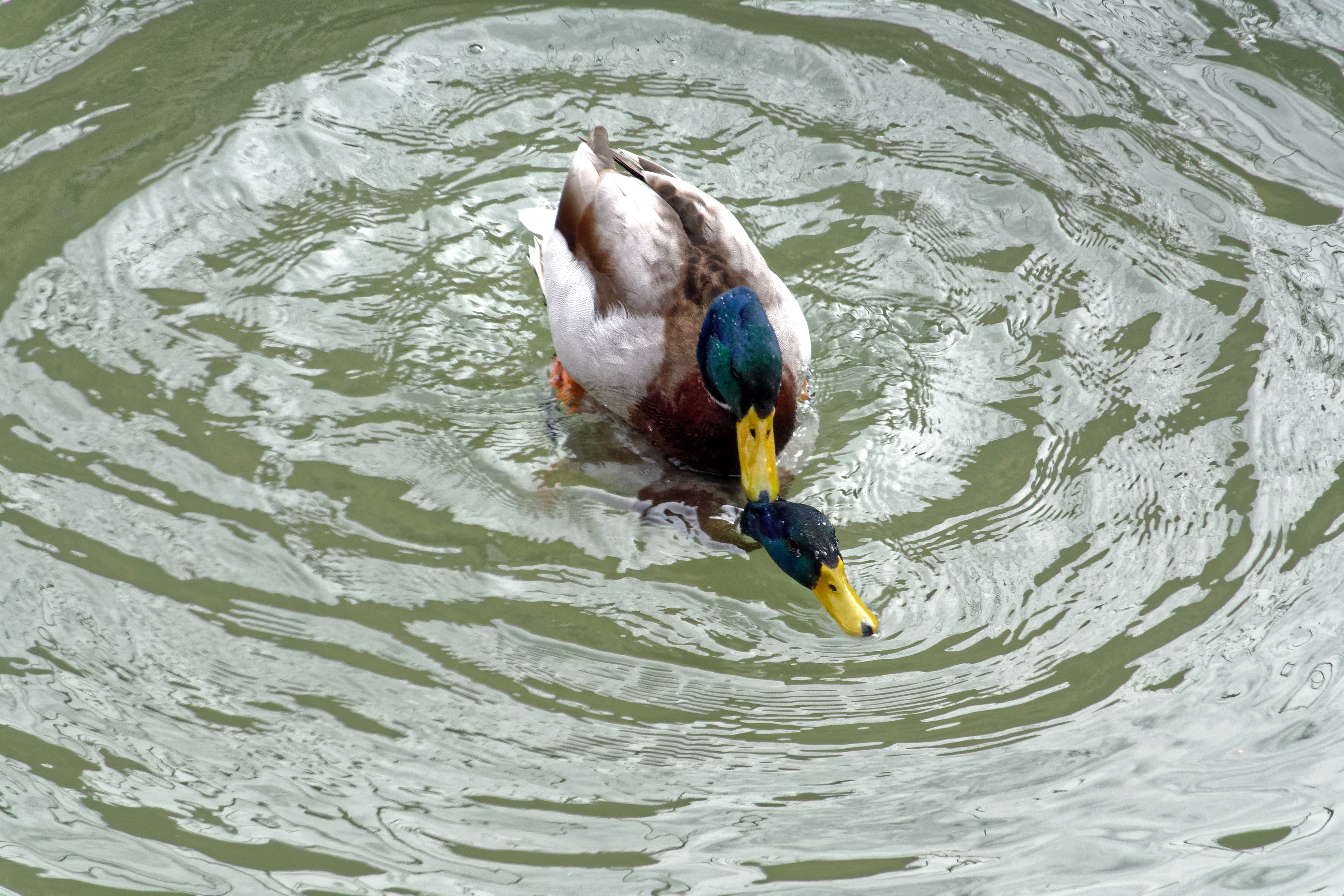
Kopulujące dwa samce kaczki krzyżówki

U kaczki krzyżówki (Anas platyrhynchos) zachowania homoseksualne są powszechne. Od 2 do 19% wszystkich par stanowią pary dwóch samców. Zazwyczaj w takich parach nie dochodzi do kopulacji, a jedynie do zachowań takich jak zaloty. W roku 2001 Kees Moeliker, biolog z Muzeum Historii Naturalnej w Rotterdamie, opisał również u tego gatunku zachowania o charakterze homoseksualnej nekrofilii. Obserwacje zostały dokonane osobiście przez autora publikacji 5 czerwca 1995. Jeden z dorosłych samców uderzył w elewację budynku muzeum. Drugi samiec wylądował obok martwego i kopulował z nim przez ponad godzinę. Autor zauważa, że do uderzenia w budynek prawdopodobnie doszło w wyniku ucieczki podczas próby zgwałcenia. Tego typu zachowania u krzyżówek zostały opisane już wcześniej. Za swoje badania autor otrzymał w roku 2003 Nagrodę Ig Nobla, przyznawaną za odkrycia, które najpierw śmieszą, a potem skłaniają do myślenia.

### Papugi
W świecie papug zdarzają się trwałe związki homoseksualne np. wśród ar hiacyntowych.

## Wyjaśnienia ewolucyjne i trudności w ich udowodnieniu
Niektóre zachowania homoseksualne zwierząt można wytłumaczyć chęcią zaspokojenia przyjemności seksualnej. Naukowcy podjęli ponadto różne próby wyjaśniania tych zachowań z ewolucyjnego i genetycznego punktu widzenia. Część z takich zachowań można wyjaśnić jako celowe zmaksymalizowanie skuteczności reprodukcji. W przypadku gatunków, które nie żyją długo po osiągnięciu dojrzałości płciowej i mają jednocześnie niewielkie szanse na spotkanie jakiegokolwiek osobnika swego gatunku (np. u ośmiornic żyjących w wodach głębinowych). Wówczas szanse na przekazanie genów rosną, gdy osobnik kopuluje zarówno z osobnikami przeciwnej, jak i tej samej płci, jak i niekiedy także z osobnikami innego gatunku. Podobnie można wyjaśniać wyżej wspomniane zachowanie mew – samica bez pary nie jest w stanie wychować młodych, a w parze z inną samicą udaje się to, choć takie pary wyprowadzają zwykle mniej piskląt.
Większość zachowań homoseksualnych nie prowadzi bezpośrednio lub pośrednio do rozmnażania. Według niektórych kształtowanie się różnych orientacji seksualnych u ludzi nie może być uwarunkowane genetycznie z tego właśnie powodu. W rzeczywistości jednak z punktu widzenia ewolucji homoseksualizm jest trudny do wytłumaczenia jedynie wówczas, gdy spełnione są jednocześnie trzy warunki:
1. gdy zachowania homoseksualne mają podłoże genetyczne – jeżeli geny nie miałyby wpływu na takie zachowania, to homoseksualizm nie podlegałby selekcji przez dobór,
2. gdy istniejące zachowania homoseksualne są wyłączne – wówczas osobniki przejawiające takie zachowania są tylko homoseksualne, a nie biseksualne, co oznacza, że bez względu na płeć nie próbują się rozmnażać (bo jeśli nie, to znaczy, że jednak się rozmnażają i przekazują dalej swoje geny),
3. gdy osobniki przejawiające zachowania homoseksualne stanowią istotny odsetek populacji – jeśli w jakimś gatunku zwierząt tego typu zachowania są rzadkie, to można je pominąć jako nieistotne osobliwości; gdy zaś występują powszechnie, musi istnieć jakiś czynnik, który utrzymuje „geny homoseksualizmu” w puli, nawet jeżeli posiadające je osobniki nie rozmnażają się.

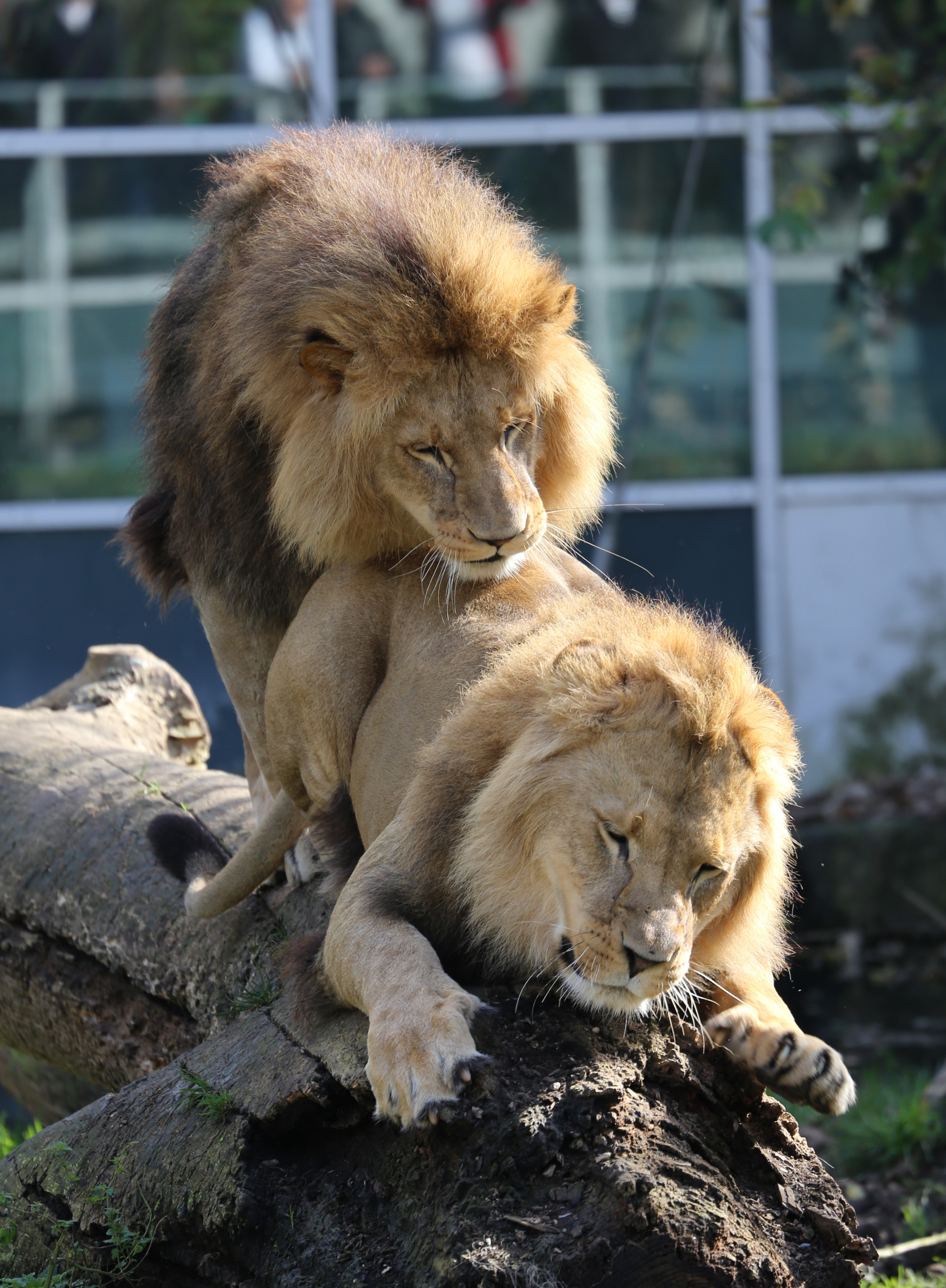
Kopulacja dwóch samców lwów

Ad 1. Co do pierwszego warunku, naukowcy mają niewiele informacji dotyczących genetycznego podłoża homoseksualizmu u jakiegokolwiek gatunku, łącznie z Homo sapiens. W przypadku ludzi wiązanie orientacji seksualnej ze szczególną sekwencją genetyczną wewnątrz chromosomu Xq28 okazało się niejednoznaczne. Natomiast badania Briana S. Mustanskiego z 2005 roku wykazały prawdopodobieństwo wpływu interakcji większej ilości genów z różnych regionów chromosomowych (7q36, 8p12 oraz 10q26). Pojawiają się też inne badania wskazujące na wpływ genetyki na kształtowanie się orientacji seksualnej oraz innych czynników biologicznych (zob. więcej w Przyczyny zróżnicowania orientacji seksualnych).
Istnienie czynnika genetycznego determinującego orientację seksualną udowodniono jednoznacznie u muszek owocowych. Rozpoznano tu pewne mutacje genów, które w oczywisty sposób wpływały na zachowania seksualne. Jedne z nich powodują, że samce zalecały się do wszystkich osobników bez względu na płeć. Inna mutacja powodowała, że samce interesowały się wyłącznie samcami, a jeszcze inna czyniła z samców osobniki biseksualne, ale tylko przy świetle (w ciemnościach traciły libido). Wyników tych badań nie można ekstrapolować wprost na inne gatunki, choć dają one pewne prawdopodobieństwo istnienia podłoża genetycznego homoseksualizmu również u ssaków.
Ad 2. U różnych gatunków zwierząt wśród osobników wykazujących zachowania homoseksualne najczęściej obserwowano je jako niewyłączne, co oznacza, że osobniki te bez problemu mogą dalej przekazywać swoje geny.
Obserwacji zoologicznych i hodowlanych wykazujących zachowania homoseksualne wyłączne jest niewiele. Przykładem są owce, u których 8% męskich osobników wykazuje jedynie homoseksualne preferencje. Dodatkowo zaobserwowano u nich różnice w budowie mózgów w stosunku do osobników wykazujących zachowania heteroseksualne.
Wśród makaków japońskich trzymanych w niewoli zarówno samce, jak i samice toczą walki o dostęp do szczególnie atrakcyjnych samic. W ogrodach zoologicznych bywa, że samce rezusów wolą seks analny z innymi samcami od typowych stosunków płciowych z samicami. W obu tych przypadkach trudno jednak stwierdzić z pewnością, czy w warunkach naturalnych, mając możliwość wyboru, osobniki te utrzymałyby swoje preferencje kosztem możliwości reprodukcji.
U ludzi zachowania homoseksualne występują jako wyłączne oraz jako niewyłączne (biseksualizm).
Ad 3. W przypadku badania zakresu liczebnego, nawet wobec ludzi, istnieje trudność związana z metodologią pomiaru badanego zjawiska.

## Dyskusja hipotez

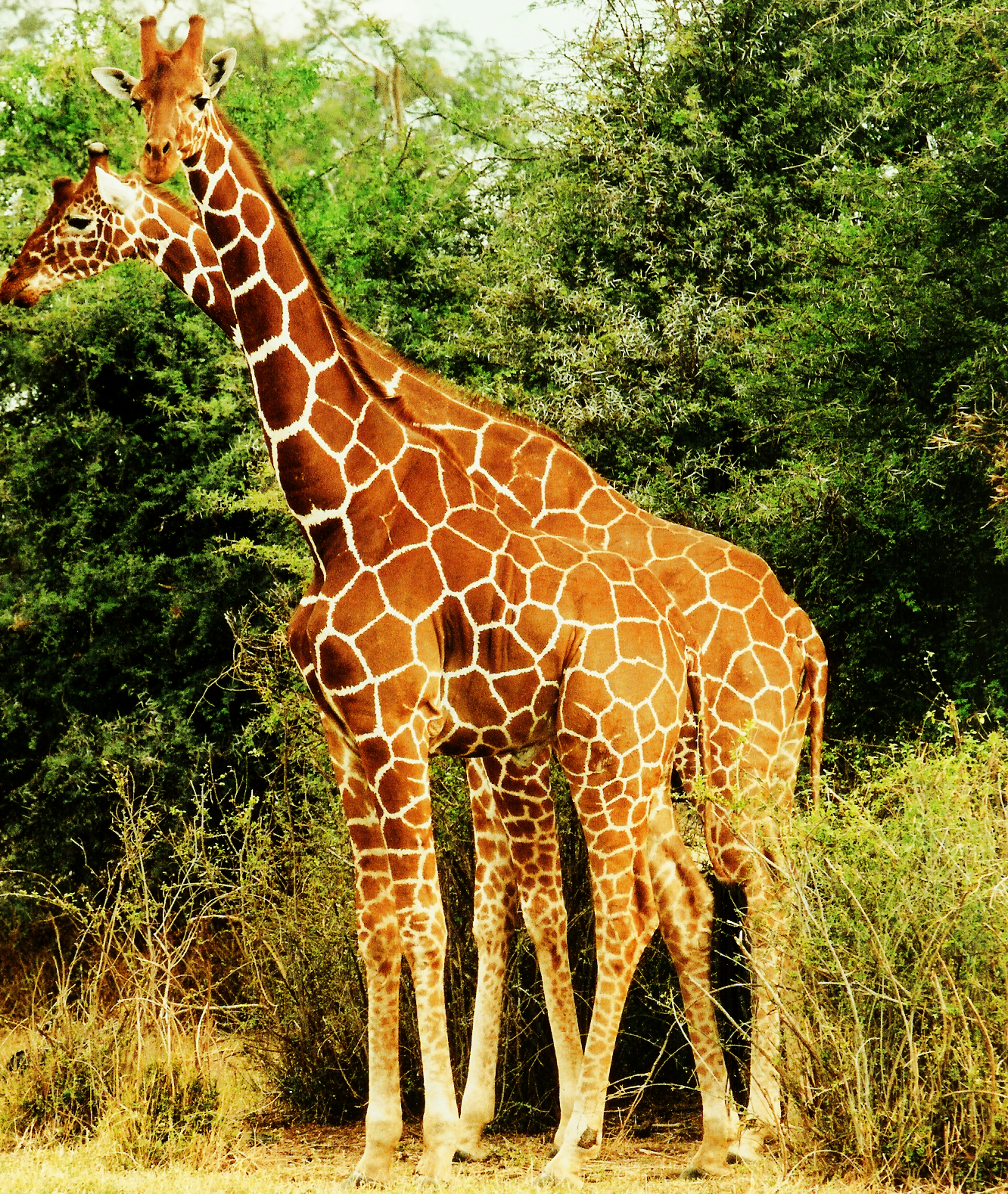
Dwa samce żyraf w Kenii

Trudności w uzyskaniu miarodajnych badań naukowych skłoniły do poszukiwania ewolucyjnych wyjaśnień na drodze teoretycznej. U podstaw hipotezy zakłada się wstępnie spełnienie wszystkich wyżej wymienionych trzech warunków, czyli że homoseksualizm jest genetyczny, wyłączny i powszechny. Przy takim założeniu przeprowadzić można kilka różnych wywodów, co mogłoby wówczas zatrzymać zanikanie genów osobników homoseksualnych.

### Wspieranie sukcesu reprodukcyjnego krewnych
Jedno z wyjaśnień mówi, że osobniki homoseksualne przyczyniają się do zwiększenia sukcesu reprodukcyjnego krewnych i – dzięki temu – ich geny mogą zostać zachowane. Osobniki spokrewnione dzielą ze sobą pewną część genów: bliźnięta jednojajowe mają 100% wspólnych genów, dziecko dziedziczy połowę genów rodziców, rodzeństwo niebędące bliźniakami również ma blisko połowę genów jednakowych, kuzyni pierwszego stopnia przeciętnie 1/8 itd. Oznaczać to może, że z biologicznego punktu widzenia, aby zachować swoje geny, nie trzeba się rozmnażać osobiście – zamiast tego można pomóc swoim krewnym.
Rozumowanie takie pozwala wyjaśnić różne, z pozoru altruistyczne, strategie przetrwania np. „poświęcenie” mrówek, pszczół czy os tworzących społeczności. Tutaj robotnice rezygnują z własnego rozmnażania i oddają wszystkie swoje siły dla całej kolonii. Nie ma jednak dowodów, aby ten mechanizm działał w przypadku ptaków czy ssaków, których młode pomagają rodzicom w wychowaniu następnego miotu potomstwa. Nie zaobserwowano, by pomocnicy przejawiali homoseksualne zachowania, zaś zwykle już w następnym sezonie sami rozpoczynają rozmnażanie.

### Zdominowanie instynktu rozrodczego
Innym wariantem przytoczonej wyżej hipotezy jest przypuszczenie, że u zwierząt żyjących w wysoce zorganizowanych grupach i koloniach robotnice nie biorą udziału w rozmnażaniu nie dlatego, że nie są do tego zdolne, ale również z powodu stłumienia ich instynktu rozrodczego przez dominującego osobnika. Tak może się dziać np. w przypadku termitów, wilków, krewetek-alfeuszy czy golców. Jest zatem teoretycznie możliwe, że homoseksualizm powstał na drodze stłumienia popędu do reprodukcji, a homoseksualiści są odpowiednikiem kasty żołnierzy w koloniach termitów.
Argumentacja taka odwołuje się do koncepcji, według której wobec organizmów zmuszonych warunkami do życia w większych grupach dobór naturalny działa raczej na całe grupy niż na poszczególne osobniki. W takim przypadku grupy zawierające homoseksualistów lepiej radzą sobie w sensie ewolucyjnym niż te, które ich nie mają, i gen homoseksualizmu zostanie utrzymany.
Wadą takiego rozumowania jest brak jednoznacznych dowodów, aby osobniki homoseksualne bardziej angażowały się w działania na korzyść grupy, np. polowanie czy obronę grupy. W teoretycznym rozważaniu jest zaś pewna luka: dopóki grupy nie są zarazem związane bliskimi więzami rodzinnymi, trudno byłoby spodziewać się, aby czynniki hamujące reprodukcję odgrywały większą rolę. Nie widać przy tym wytłumaczenia, dlaczego osobniki niespokrewnione miałyby być skłonne do kooperacji za cenę własnej reprodukcji.

### Hipoteza korzyści z heterozygoty
Można wyobrazić sobie również sytuację, w której geny homoseksualizmu utrzymują się w populacji dlatego, że dobór naturalny faworyzuje same te geny, a niekoniecznie kodowane przez nie cechy. Mogłoby to zachodzić na dwa sposoby. Pierwszy z nich można określić jako korzyści z heterozygoty. Wyobrazić można sobie, że rozważany gen występuje w dwóch odmianach. Ponieważ dzieci po rodzicach otrzymują zazwyczaj dwie kopie genu, mogą dostać albo dwie kopie pierwszej odmiany, dwie kopie drugiej, albo po jednej z każdej. W genetyce o korzyści z heterozygoty mówi się wówczas, gdy lepiej posiadać po jednej kopii różnych form genu, niż dwie takie same. Sytuacja taka zachodzi m.in. z genami odporności ludzi na malarię powiązanymi z zapadalnością na anemię sierpowatą.
W odniesieniu do homoseksualizmu analogiczna hipoteza zakłada, że dany gen występuje w dwóch różnych formach. Jeżeli osobnik posiada dwie kopie pierwszej, to jest heteroseksualny, jeżeli dwie kopie drugiej, to jest homoseksualny bez możliwości rozmnażania. Jednak w przypadku posiadania po jednej kopii każdej z nich osobnik taki odnosi jakieś korzyści, np. może mieć nieprzeciętnie dużo potomstwa.
Jest jednak kilka wad takiego rozumowania:
- jest niewiele znanych przykładów szczególnych korzyści odnoszonych przez heterozygoty,
- heterozygotyczność (jak w przypadku odporności na malarię) gwarantuje osobnikowi życie, a to z kolei z punktu widzenia ewolucji kompensuje koszty reprodukcyjne związane z ryzykiem śmierci części potomstwa; jednak w przypadku homoseksualizmu trudno wyobrazić sobie, jak duże musiałyby być korzyści z heterozygotyczności, by mogłyby skompensować koszty związane ze sterylnością części potomków,
- mało prawdopodobne jest, aby tylko pojedynczy gen kontrolował homoseksualizm.

### Faworyzowanie genów na drodze konfliktu płci
Inny sposób bezpośredniego faworyzowania genów homoseksualnych przez dobór naturalny może następować na drodze konfliktu płci. Wyobraźmy sobie, że istnieją geny determinujące zachowanie homoseksualne u osobników jednej płci, które jednocześnie zapewniają wielkie sukcesy reprodukcyjne, gdy występują u płci przeciwnej. Teoretycznie taki mechanizm może mieć miejsce, gdyż wiadome jest, że geny korzystne dla jednej płci mogą się rozprzestrzeniać, nawet jeżeli szkodzą osobnikom drugiej płci. W niektórych okolicznościach może to zachodzić nawet wówczas, gdy korzyści dla jednej strony są stosunkowo niewielkie wobec szkód u płci przeciwnej. Gen ten mógłby się z powodzeniem rozpowszechniać, np. gdyby powodował homoseksualizm u samców i wyraźnie większą płodność u samic. Z takiego rozumowania wynikałoby, że żeński i męski homoseksualizm ma zupełnie inne podłoże genetyczne.

## Edukacja

### Wystawa w Oslo
W październiku 2006 r. w Muzeum Historii Naturalnej Uniwersytetu w Oslo otwarto wystawę pt. „Wbrew naturze?”, na której zaprezentowano 51 gatunków zwierząt wykazujących zachowania homoseksualne. Według Pettera Bockmana, koordynatora projektu wystawy, „społeczność naukowa niechętnie zajmuje się tym zjawiskiem, gdyż podważa ono dogmat o uwarunkowaniu wszelkich zachowań seksualnych celami rozrodczymi”.

### Zoo w Amsterdamie
Zoo w Amsterdamie przeprowadziła z okazji Parady w Amsterdamie zorganizowało wycieczkę, której tematem przewodnim była „homoseksualność w królestwie zwierząt”. Główna biolożka pracująca w zoo, która zorganizowała wystawę, stwierdziła: „Homoseksualne zachowania wśród zwierząt nie są błędem. Dla wielu gatunków jest to część ich normalnego, swoistego zachowania w naturze”.